# Sitch
Pour les articles homonymes, voir Sietch (homonymie).

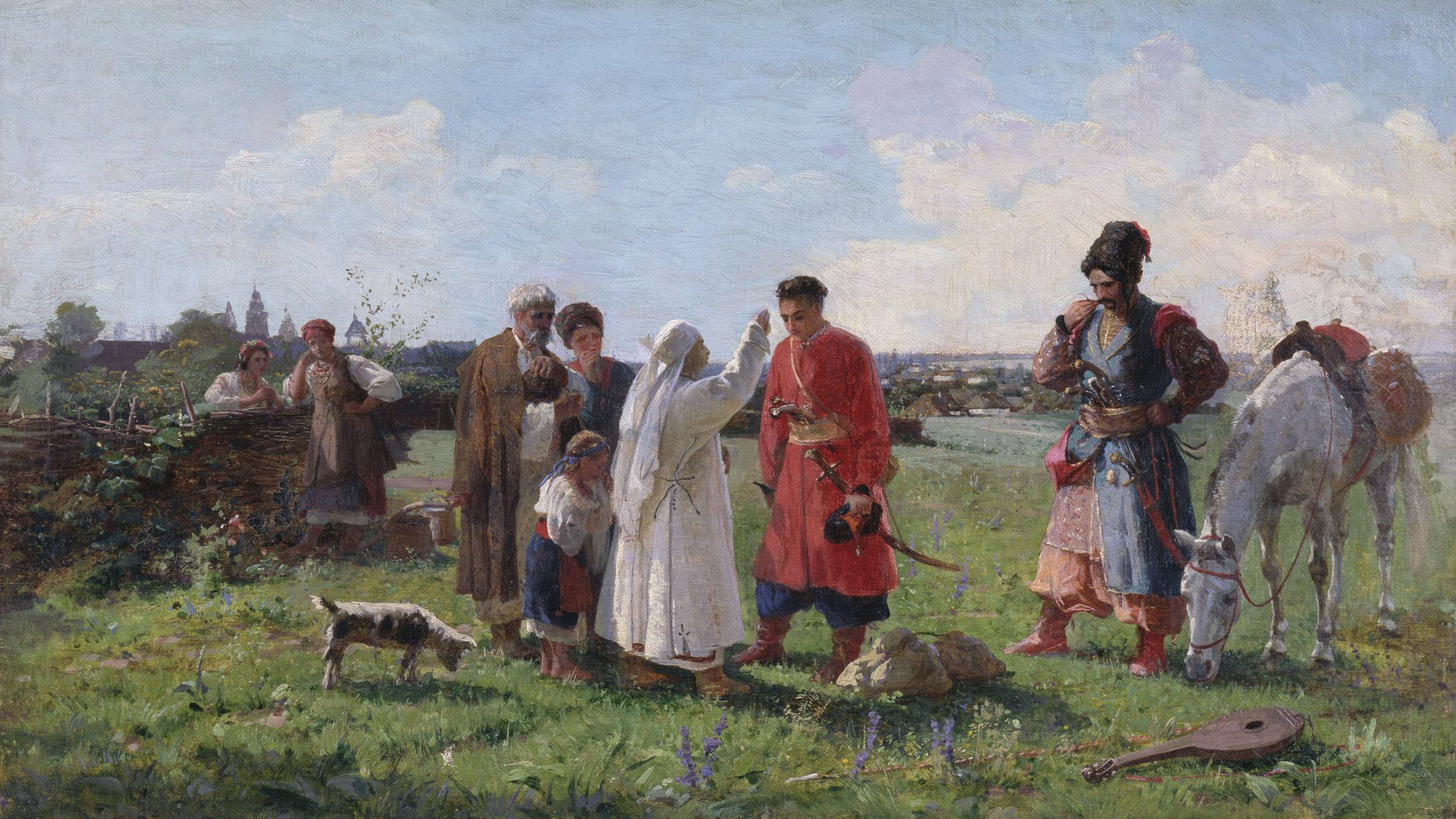
Adieu au Sitch par Opanas Slastion.

La sitch ou sietch, ou encore setch, (Січ en ukrainien), était le centre politique démocratique des Cosaques, particulièrement des Zaporogues. L'instance suprême de décision de la sitch était la Rada, l'assemblée des Cosaques.

## Étymologie
Son nom provient du verbe ukrainien « сікти » (sikty), « couper », qui signifie aussi aménager une clairière, éventuellement en construisant une motte castrale, une auberge « гостьба » ou une simple clôture avec les troncs des arbres coupés pour cette occasion. Січ veut aussi dire « janvier ».

## Histoire
La « sitch des Zaporogues » est du XVIe au XVIIIe siècle la capitale des Cosaques zaporogues au bord du fleuve Dniepr en Ukraine. Lorsqu'en 1775 l'impératrice Catherine II de Russie soumet les Zaporogues, une partie d'entre eux s'installe dans le Kouban, au nord-ouest du Caucase, et dans le Boudjak alors encore ottoman où ils forment une « Sitch danubienne » qui s'étend un peu plus au sud, en Dobroudja, près des bouches du Danube, autour du liman de Iancina dès lors renommé Razim du nom de l'un de leurs hetmans.

## Aménagement
La sitch typique s'établit de préférence sur une île : c'est un campement d'environ quatre cents habitations construites en bois et en terre sur un terrain dégagé. Chaque habitation peut accueillir environ quarante à cinquante hommes. Ces foyers sont regroupés en trente-huit divisions dites kouréni (du mot kourit, qui signifie fumer) dirigés chacun par son ataman, dit kourénnoï-ataman qui gère les biens de ses compagnons. Les kourénni-atamans sont soumis à un kochévoï-ataman (du mot tatar kosch, désignant le camp, ou du russe kotchévat, à comprendre « camper »). La vie dans la setch impose le célibat à ses membres, les femmes en étant exclues.